# Італія. Неаполітанська ніч
Італія. Неаполітанська ніч — акварельний ескіз для створення театральної завіси, котрий створив російський художник Врубель Михайло Олександрович (1856—1910).
За свідоцтвом професора М. А. Прахова, для художника Врубеля не існувало нецікавих речей, котрі не могли би стати приводом для створення ним малюнку. Творча енергія митця при цьому була майже хаотична. Серед малюнків митця — власна ліва рука, архітектурний мотив, натюрморт із випадкових речей, релігійні персонажі, орнамент тощо. Наприклад, 1903 роком датовані малюнки «Санітар», «Дерево біля паркана», «Дворик взимку», «Пророк», «Фантазія». На звороті малюнка «Фантазія» хтось сторонній залишив напис «Врубель малював з натури таберет (!), вкритий тканиною і, розробивши малюнок драперії, розширив сюжет і перетворив його на композиційний малюнок». Він неодноразово робив малюнки сукні для власної дружини, оперної співачки.
Кінець 1800-х років і початок 1890-х для Врубеля відзначений зближенням із гуртком Сави Мамонтова і працею для його приватного оперного театру. Врубель також брав участь в домашніх виставах родини Мамонтових в садибі Абрамцево. Для домашніх вистав працював театральним художником і Полєнов Василь Дмитрович. Але їхні художні манери відрізнялись. Полєнов подавав ескізи цілком фантазійних, казкових, ніде не існувавших споруд. Врубель же подавав компіляції реально бачених споруд і краєвидів. Саме так він підійшов і до створення ескізу театральної завіси 1891 року, котра була призначена для Російської приватної опери Савви Мамонтова в Москві. Збережено три варіанти ексізів на одну тему. Врубель використав власні малюнки періоду перебування в Італії і власну запальну уяву. На його завісі мав бути Неаполь у пору італійської ночі. В одному з варіантів художник подав Неаполітанську затоку з гори і товариство біля величного погруддя якогось героя. Але яскраве освітлення і колористичні скарби, використані і малюнку, перетворили його на щось феєричне.
Варіант не задовольнив митця і він розвернув затоку в протилежний бік, а тематично малозрозуміле погруддя замінив на мармурову скульптуру, в якій розпізнають Венеру Мілоську. Тепер все склалося, адже така завіса налаштовувала глядачів на зустріч із синтетичним мистецтвом театру.
Завіса за ескізом Михайла Врубеля пізніше перейшла до московського театру Солодовникова, де згоріла під час пожежі 1898 року. Збережений лише ескіз художника до неї.

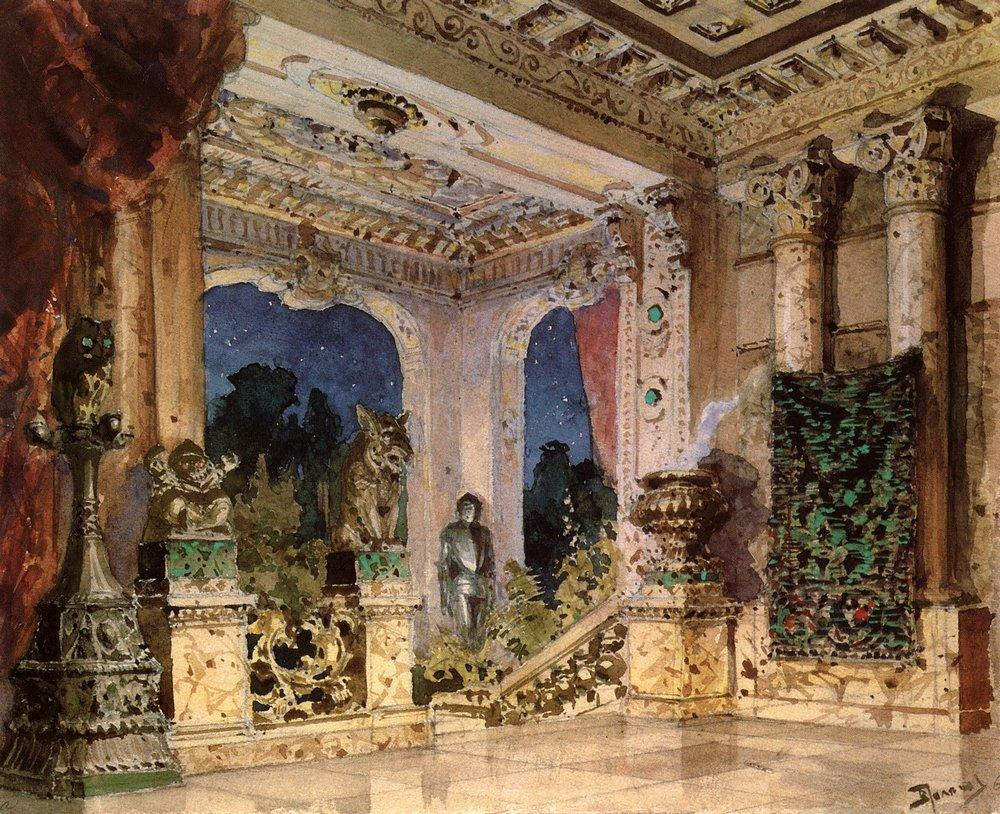
Полєнов Василь Дмитрович. «Зала зачарованого замку», театральна декорація.
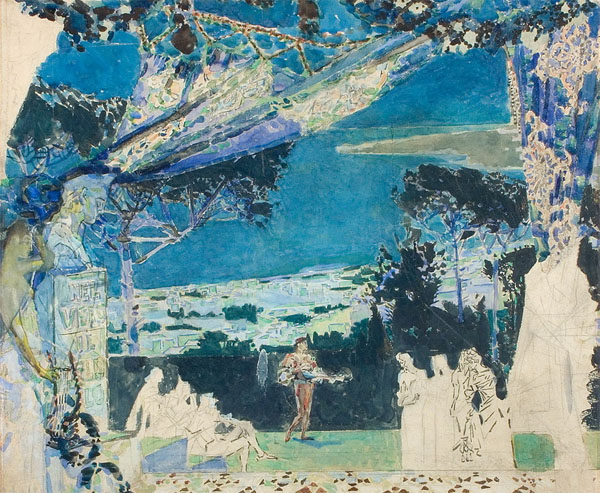
Михайло Врубель. «Ескіз театральної завіси, перший варіант».